# 大使たち
『大使たち』（たいしたち、独: Die Gesandten）は、ドイツの画家ハンス・ホルバインにより1533年に描かれた絵画である。
この二人の「大使たち」は、ヘンリー8世のローマ・カトリックからの離脱を思いとどまらせようと、フランスからロンドンへ送られた外交官ダントヴィル（画面左）とその友人の司教セルヴ（右）である。
『ジャン・ド・ダントヴィルとジョルジュ・ド・セルヴの肖像』、『外交官たち』とも。ロンドンにあるナショナル・ギャラリーに収蔵されている。
本作は、イングランド王であるヘンリー8世の命令で描かれた。

## 作品
画面の左側に立っているのは、ポリジー (fr:Polisy) の領主、ジャン・ド・ダントヴィル (en:Jean de Dinteville) であり、 右側に立っているのは、ラヴォールの司教、ジョルジュ・ド・セルヴ (en:Georges de Selve) である。ダントヴィルにとって、このときが3度目のイギリス訪問であったのに対し、ド・セルヴにとっては、このときが最初のイギリス訪問であった。2人の当時の年齢は、ダントヴィルについては、彼が手にしている短剣の柄に、ド・セルヴについては、彼が右ひじを置いている書物の側面に入れられた書き込みから、それぞれ29歳と25歳であるとされている。

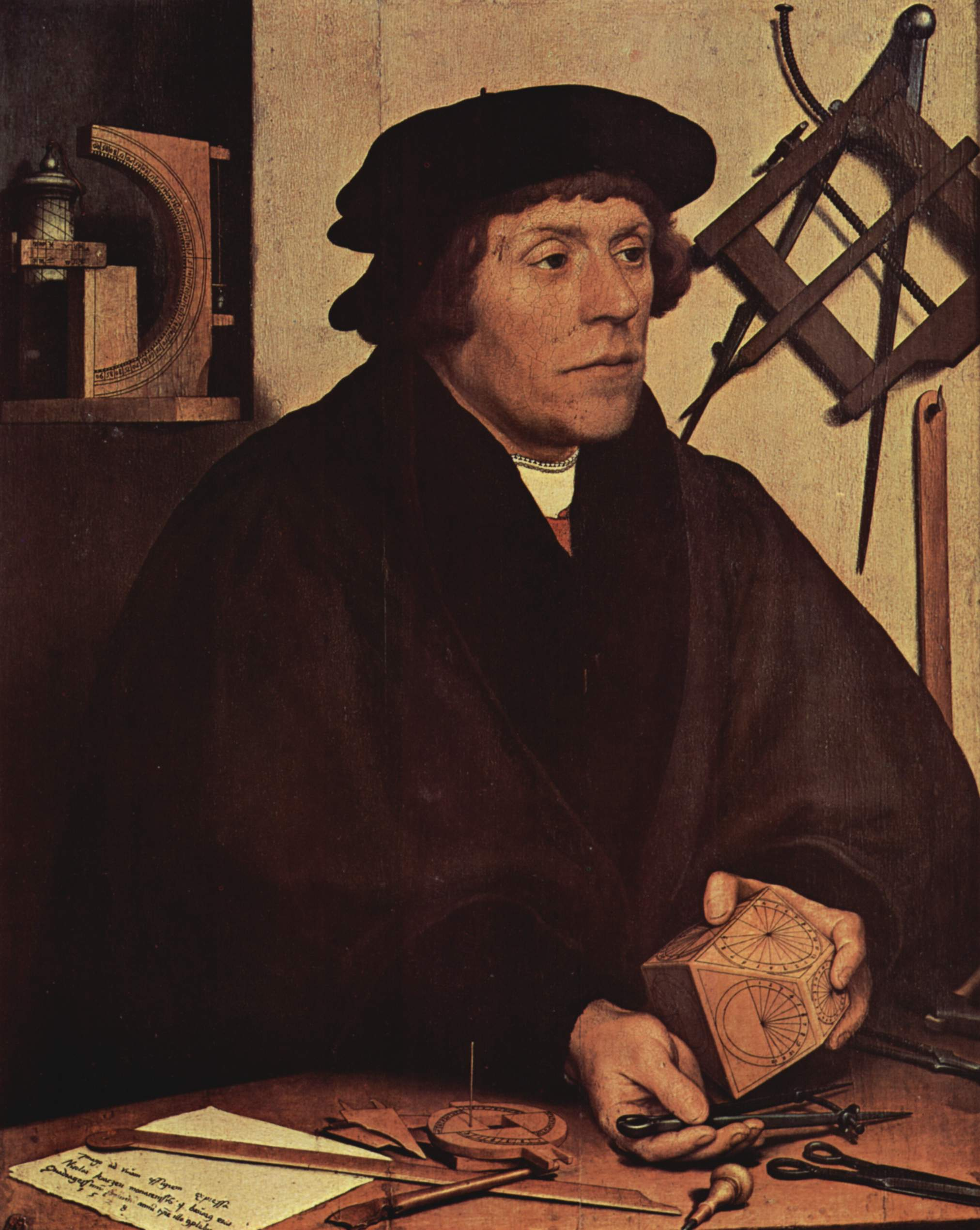
ニコラウス・クラッツァーの肖像

2人の間にある棚には、様々な道具類が並べられている。上段の左端には、天文学あるいは占星学のための天球儀が置かれており、これには、動物の図柄とともに、いくつかの星座の名称がラテン語で記されている。その右隣には、円筒状の日時計が立てられており、この状態では、4月11日もしくは8月15日を示しているとされる。これと同様の日時計は、ヘンリー8世付きの占星学者であったニコラウス・クラッツァー (en:Nicholas Kratzer) の肖像（ルーヴル美術館所蔵）の中にも確認することができる。その右隣にある象限儀や、その右隣にある多面体の日時計についても、ニコラウス・クラッツァーの肖像の中に同様のものが確認できる。
下段の左端には、地球儀が置かれており、これは、ニュルンベルクで1523年に発表されたヨハネス・シェーナー制作のものを写したものであるとされる。その前の方で半開きになっている書物は、天文学者であり地理学者でもあったペトルス・アピアヌスによる “Kauffmanns Rechnung” （1527年）である。
その右隣で両開きになっている書物は、ヨハン・ワルター作曲の讃美歌集 “Geystlich Gesangk Buchleyn” （1524年）である。讃美歌集には、マルティン・ルターの讃美歌および十戒のパラフレーズが写されている。その付近には、11本の弦のうち1本がなぜか切れてしまっているリュートの他に、フルートのケースとおぼしきものが置かれている。

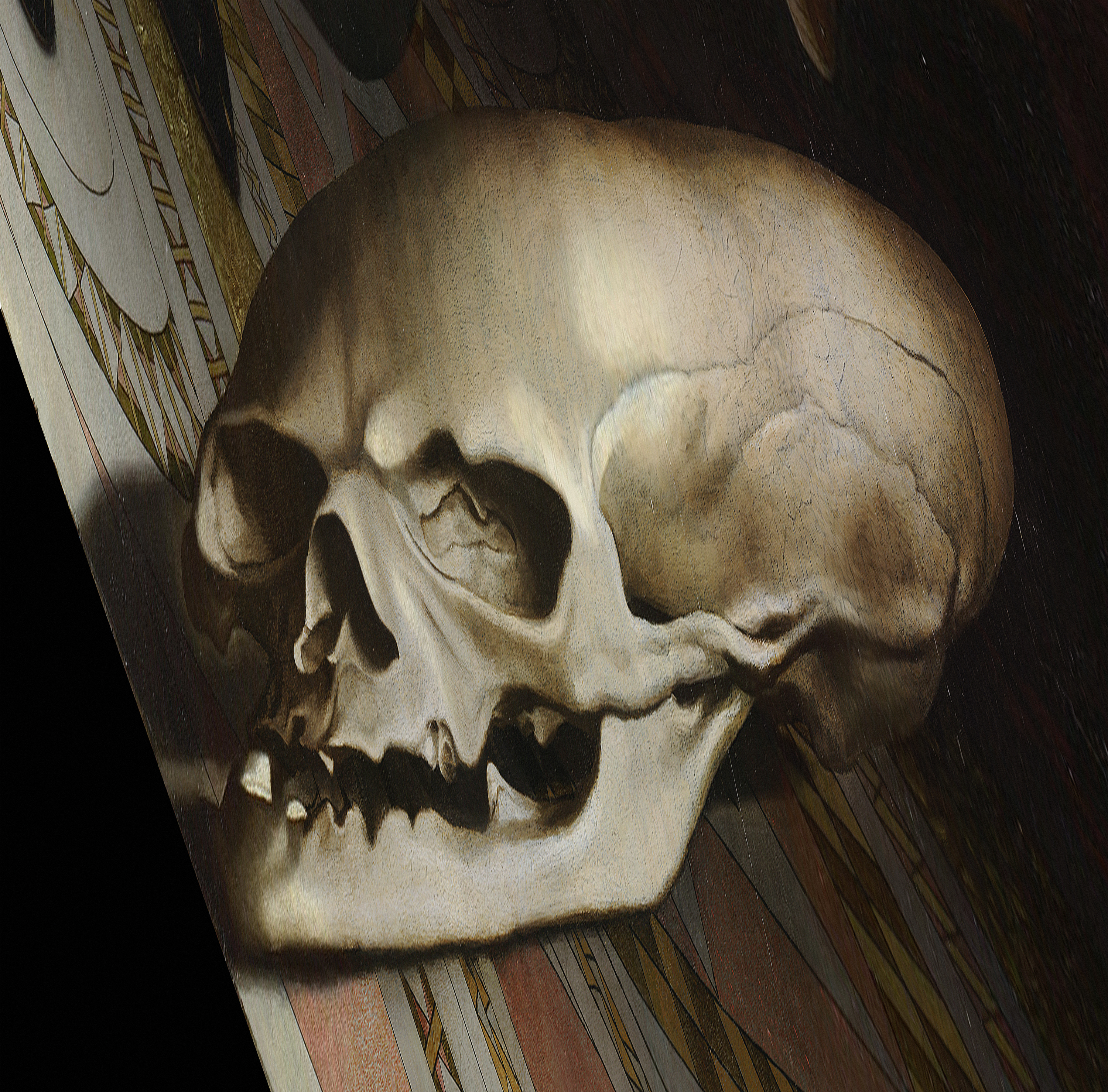
画面の左方から鋭角的に見ると頭蓋骨であることがわかる

これらの道具類は、いずれも数学、音楽、地理学、天文学のどれかに関係しており、これらの4つの学科は、クワドリウィウム (quadrivium) を構成するものであり、2人の人物の高度な教養もしくは知性を表現するために、数々の道具類が描かれたものと考えられる。
画面左上には、キリストの磔刑像が、カーテンの後ろに半ば隠れるようにして見えている。2人が立っている床のモザイク模様は、ウェストミンスター寺院の内陣のそれを模写したものであるとされている。その床面の上には、長細い形状をした物体が描かれているが、これは、アナモルフォーシスという画法が用いられており、画面の右方もしくは左方から鋭角的に見ると、頭蓋骨であることがわかる。頭蓋骨は、死の象徴である。若くて可能性に満ちあふれていたとしても、死はいつ訪れるかわからない、という深刻なテーマが織り込まれているのである。

## 解釈
山形大学教授の元木幸一は、「深刻なテーマを、形の遊戯性で緩和しているのだ。それゆえに、これも苦笑いを誘発する絵画ということになるのだろうか」と述べている。